# Granaria-affaire

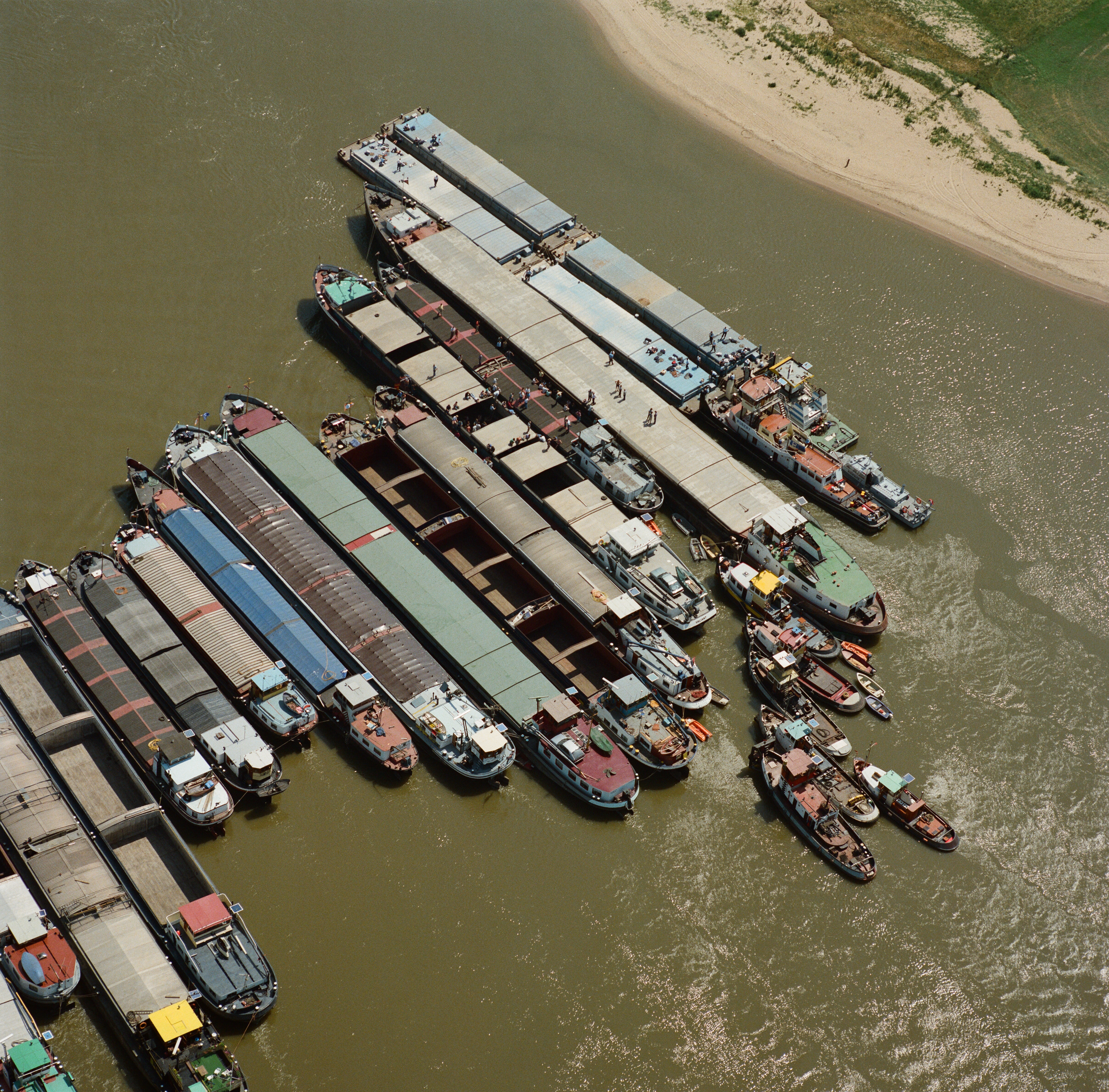
blokkade van de Merwede bij Gorinchem op 13 juni 1988

De Granaria-affaire was een Nederlandse politieke affaire die zich afspeelde in 1988 rond het veevoederbedrijf Granaria en de toenmalig minister Neelie Smit-Kroes.

## Aanleiding
Op 14 april 1988 had Kroes, als minister van Verkeer en Waterstaat, het Rotterdamse graan- en veevoederbedrijf Granaria een vergunning voor 5 jaar gegeven om, buiten de evenredige vrachtverdeling via de schippersbeurs om, veevoeder te transporteren met door hen zelf gehuurde Duitse duwboten en personeel.
Dit was een doorn in het oog van de Nederlandse binnenvaartschippers, omdat er op dat moment sprake was van een aanzienlijke overcapaciteit aan vrachtvervoer, en omdat ze zodoende belangrijke inkomsten misliepen.
Al vrij snel werd er een verband gelegd tussen deze vergunning en het feit dat de directeur van Granaria bijna buurman was van minister Kroes, in Wassenaar. De vakbonden van schippers spanden een rechtszaak aan tegen de minister, maar verloren die: de rechter oordeelde dat de afgegeven vergunning rechtmatig was.

## Het conflict
In mei en juni 1988 begonnen boze binnenschippers harde acties, door het achtervolgen, hinderen en insluiten van Granaria-boten. Deze boten voeren in konvooien en werden beveiligd door de rijkspolitie te water en ME-ers. Half juni blokkeerden ruim 300 schepen van boze binnenschippers de Merwede bij Gorinchem en dwongen een Granaria-konvooi tot stilstand. Na een week onderhandelen werd een akkoord bereikt; het 'akkoord van Gorinchem'. Daarop werd de blokkade afgeblazen. Op 18 juni besloot Granaria, op aandringen van de minister, om per 1 september niet langer met eigen duwbakken en gehuurd personeel eigen transporten te verzorgen. Granaria ontving in ruil daarvoor een schadeloosstelling van 9,4 miljoen gulden van het Rijk.